# Eupithecia callunae
Eupithecia callunae là một loài bướm đêm trong họ Geometridae.